# Renealmia racemosa
Renealmia racemosa är en enhjärtbladig växtart som beskrevs av Eduard Friedrich Poeppig och Stephan Ladislaus Endlicher. Renealmia racemosa ingår i släktet Renealmia och familjen Zingiberaceae. Inga underarter finns listade i Catalogue of Life.